# ایم-۱۵۲ ای‌ای‌ای‌ام

طراحی هیوز، ریتون و مک دانل داگلاس در بالا، جی دی و وستینگهاوس در پایین

ایم-۱۵۲ ای‌ای‌ای‌ام یک موشک هوابه‌هوا دوربرد بود که توسط ایالات متحده ساخته شد. ایم-۱۵۲ به عنوان جانشین ایم-۵۴ فینیکس در نظر گرفته شده بود. این برنامه یک مرحله توسعه طولانی را پشت سر گذاشت اما به دلیل پایان جنگ سرد و کاهش تهدید بمب افکن‌های مافوق صوت شوروی، هرگز توسط نیروی دریایی ایالات متحده آمریکا پذیرفته نشد و توسعه در سال ۱۹۹۲ لغو شد.